# Myllokunmingia
Myllokunmingia foi um peixe agnato primitivo que viveu no que hoje é a China durante o Cambriano inferior há 530 milhões de anos atrás. Se acredita que era um vertebrado e considera-se como o mais antigo que se conhece. Se assemelhava aos atuais Peixe-bruxa, e media 28mm de comprimento e 6mm de altura.
Tanto seu crânio como suas estruturas esqueléticas eram cartilaginosas, como as atuais lampréias. Não existe nenhum indício de que houvesse mineralização dos elementos de seu esqueleto (processo denominado biomineralização).